# Luciana (Espanha)
Luciana é um município da Espanha na província de Ciudad Real, comunidade autónoma de Castilla-La Mancha, de área 114,12 km² com população de 438 habitantes (2004) e densidade populacional de 3,84 hab/km².

## Demografia
| Variação demográfica do município entre 1991 e 2004 | Variação demográfica do município entre 1991 e 2004 | Variação demográfica do município entre 1991 e 2004 | Variação demográfica do município entre 1991 e 2004 |
| --------------------------------------------------- | --------------------------------------------------- | --------------------------------------------------- | --------------------------------------------------- |
| 1991                                                | 1996                                                | 2001                                                | 2004                                                |
| 501                                                 | 469                                                 | 440                                                 | 438                                                 |